# Ricardo Rodríguez Suárez
Ricardo Rodríguez Suárez (Oviedo, 3 de abril de 1974) es un entrenador de fútbol español. Actualmente dirige al Kashiwa Reysol.

## Educación
Nacido en Oviedo, Asturias, Rodríguez era un canterano del Real Oviedo, pero una grave lesión en la rodilla le obligó a abandonar su carrera futbolística. Es licenciado en Ciencias de la Actividad Física y del Deporte por la Universidad de La Coruña (1994-1998), y entre 2000 y 2002 obtuvo el doctorado en Ciencias de la Actividad Física y del Deporte en la Universidad de Oviedo mientras cursaba al mismo tiempo un máster en Alto Rendimiento Deportivo impartido por el Comité Olímpico Español.
Desde 2003 hasta 2006, Rodríguez completó los estudios necesarios para obtener el distintivo de entrenador de la UEFA Pro Licence otorgada por la Federación Española de Fútbol.

## Carrera como entrenador

### Inicios
Ricardo Rodríguez dio los primeros pasos de su carrera como entrenador del equipo Real Oviedo B, antes de ser nombrado director de la cantera del Real Madrid en Ciudad de México, junto con Alberto Gil y Xabier Azkargorta. Permaneció en el cargo durante tres años.

### Girona
El siguiente proyecto como entrenador de Ricardo Rodríguez le llevó a regresar a Europa para incorporarse al juvenil del Girona FC y, posteriormente, obtener el ascenso del primer equipo a Segunda División B junto a Javier Salamero. 
En 2013 volvió al club para ocupar el cargo de técnico del Girona, contando como ayudante con el que hasta entonces era el técnico del filial, Miguel Ángel Muñoz. Fue relevado de sus funciones el 19 de diciembre, tras una mala actuación en sus últimos partidos.

### Málaga
En 2007, el entrenador asturiano fichó por el filial del Málaga CF, y aquella misma temporada se convirtió en segundo entrenador de Juan Ramón López Muñiz. Juntos, consiguieron que el equipo subiera a Primera División esa misma temporada 2007-08.
Desde entonces, ocupó el cargo de director deportivo hasta 2010. Su primer año en Primera División logró que su equipo quedara octavo en LaLiga, todo un mérito partiendo de uno de los presupuestos más bajos de la categoría. En esos momentos, era el director deportivo más joven del fútbol profesional español.  
El Málaga logró la permanencia en la máxima categoría y Ricardo puso las bases de futuro del equipo de cara a los siguientes años en LaLiga. 
Una vez finalizada esta tarea, decidió retomar su carrera como entrenador.

### Arabia Saudita
En 2011, Ricardo Rodríguez dio el salto para ser asistente de la Selección de Arabia Saudita y, más tarde, ocuparía el puesto de seleccionador nacional sub-17 de Arabia Saudí, aceptando el reto de trabajar con un proyecto liderado por el exbarcelonista Frank Rijkaard. En esta etapa junto al que fuera entrenador del Barcelona, Ricardo perfeccionó conceptos como el juego posicional, la presión alta y la posesión de balón, que fueron años después clave en su periplo en los banquillos. 

### Tailandia
En 2014 inició un ciclo de tres años entrenando en Tailandia, donde se hizo un nombre en los banquillos que le llevó a fichar en 2017 por el Tokushima Vortis de Japón. 
Así, en 2014, entrenó al Ratchaburi, acabando en una más que meritoria cuarta posición.
En 2015, entrenó al Bangkok Glass, terminando en una notable sexta plaza.
Y en 2016, Ricardo Rodríguez escribirá una nueva página de su experiencia por los banquillos tailandeses, ya que ficha por el Suphanburi por lo que resta de temporada, sustituyendo a Sergio Alexander, quien dejó el club tras haber disputado sólo cuatro jornadas del campeonato tailandés.

### Tokushima Vortis
Tras su paso por Tailandia, ficha en 2017 por el Tokushima Vortis de la J2 League. Poco a poco, fue aumentando el rendimiento de la plantilla hasta convertirla en una de las grandes revelaciones de la competición y ascenderla a la élite por segunda vez en su historia. No en vano, consiguió implantar su estilo ofensivo tras un periodo defensivo del equipo, y en tres años hizo que el equipo ascendiera en 2020 siendo el que más posesión de balón tuvo en la categoría, un 58,4%. Con él al frente, el equipo fue campeón de la J2 League en 2020, siendo el primer título de la historia de ese club gracias a su estilo con posesión del balón y búsqueda constante de la portería contraria.
De esa manera, Ricardo es el primer español en lograr un trofeo en ese país en toda su historia. Un reconocimiento que le ha llevado a explicar cómo es el fútbol japonés alrededor del mundo.
Por si fuera poco, en ese 2020 que ascendió al equipo, también lo clasificó para las semifinales de la Copa del Emperador, una competición de prestigio que un entrenador histórico como Arsène Wenger ganó con el Nagoya Grampus años atrás atrás.

### Urawa Red Diamonds
Tras sus éxitos al frente del Tokushima Vortis, el Urawa Red Diamonds anuncia su contratación y apuesta por él al frente de su proyecto en la J1 League.
Al igual que hiciera en el Tokushima Vortis, su llegada al Urawa Red Diamonds implica un cambio de mentalidad, de estilo de juego más ofensivo y de búsqueda de objetivos. Gracias a ello, al término de su primera temporada fue considerado el entrenador más valorado de la JLeague "por el impacto en el club y el cambio de juego de Urawa Reds” al recuperar el espíritu competitivo del equipo. Ricardo Rodríguez condujo al Urawa Red Diamonds a ganar la Copa del Emperador esa temporada, e hizo historia al ser el primer técnico español en conquistar ese torneo. Además, igualó a Arsène Wenger como el único entrenador en alzar ese trofeo y ser elegido el mejor de la temporada. Durante esa temporada, Ricardo Rodríguez se consolidó como una referencia en la J1 League y en el fútbol japonés por sus métodos y forma de ver el fútbol. Semanas más tarde, Ricardo Rodríguez afianzó aún más su proyecto al frente de Urawa Red Diamonds con la consecución de la Supercopa de Japón frente al campeón de la JLeague, el Kawasaki Frontale, y se convirtió en el primer entrenador español en conquistar la Copa del Emperador y la Supercopa japonesa.
En la Champions de Asia de 2022, Ricardo Rodríguez sumó una nueva gesta en su carrera al convertirse en el primer entrenador español en clasificarse para la final de la competición, gracias a un gran torneo en el que fue el equipo más goleador (31 tantos a favor). Al cierre de esa temporada, Ricardo Rodríguez decidió poner fin a su ciclo de éxitos en el club (final de la Champions de Asia, Copa del Emperador, Supercopa de Japón y premio al mejor entrenador en 2021) para afrontar nuevos retos profesionales.

### Wuhan Three Towns
El 5 de enero de 2024, fue confirmado como entrenador del Wuhan Three Towns.Luego de que el equipo se mantuviese en la máxima categoría, dejó su cargo de mutuo acuerdo con la directiva al final de la temporada.

### Kashiwa Reysol
El 11 de diciembre de 2024, asumió al frente del Kashiwa Reysol de cara a la temporada 2025.

## Clubes

### Como entrenador
| Club               | País      | Año        | PJ  | PG | PE | PP |
| ------------------ | --------- | ---------- | --- | -- | -- | -- |
| Girona             | España    | 2007       | 19  | 15 | 1  | 3  |
| Girona             | España    | 2013       | 18  | 5  | 6  | 7  |
| Ratchaburi         | Tailandia | 2014       | 38  | 17 | 14 | 7  |
| Bangkok Glass      | Tailandia | 2015       | 33  | 15 | 9  | 9  |
| Suphanburi         | Tailandia | 2016       | 14  | 4  | 5  | 5  |
| Tokushima Vortis   | Japón     | 2017-2020  | 178 | 84 | 42 | 52 |
| Urawa Red Diamonds | Japón     | 2021-2022  | 38  | 18 | 9  | 11 |
| Wuhan Three Towns  | China     | 2024       | 30  | 8  | 6  | 16 |
| Kashiwa Reysol     | Japón     | 2024- Act. |     |    |    |    |

## Palmarés

### Como entrenador

#### Campeonatos nacionales
| Título             | Club               | País  | Año  |
| ------------------ | ------------------ | ----- | ---- |
| J2 League          | Tokushima Vortis   | Japón | 2020 |
| Copa del Emperador | Urawa Red Diamonds | Japón | 2021 |
| Supercopa de Japón | Urawa Red Diamonds | Japón | 2022 |